# Anoplodactylus typhloides
Anoplodactylus typhloides is een zeespin uit de familie Phoxichilidiidae. De soort behoort tot het geslacht Anoplodactylus. Anoplodactylus typhloides werd in 1991 voor het eerst wetenschappelijk beschreven door Stock. 